# Rincón del Naranjo la Presa
Rincón del Naranjo la Presa är ett samhälle i kommunen Luvianos i delstaten Mexiko i Mexiko. Samhället hade 133 invånare vid folkräkningen år 2020.